# گل و صنوبر
گل و صنوبر یک قصه ایرانی است. اندرو لانگ آن را با عنوان گل به صنوبر چه کرد (به انگلیسی: What the Rose did to the Cypress) در کتاب قهوه‌ای قصه‌های پریان (۱۹۰۴)، آورده است. با این یادداشت که این داستان «از دو نسخهٔ خطی که در اختیار بریتیش می‌وزیم و ایندیا آفیس ترجمه شده است و آنت اس. بوریج آن را با کمی تغییر اقتباس کرده است.»

## نام‌های دیگر
این داستان همچنین با نام‌های گل و سرو، گل و صنوبر، قصه گل و صنوبر یا گل با کاج چه کرد هم، خوانده شده است.
این داستان را " هندوستانی " نیز گفته‌اند و قبلاً گارسین دو تاشی، با عنوان گل و سرو (Rose & Cyprus)، به فرانسوی ترجمه کرده است.
ترجمه آلمانی داستان به نام گل و سرو (Rose und Cypresse)، را فلیکس لیبرشت نوشته و در کتاب شرق و غرب (Orient und Occident) منتشر شده است.

## خلاصهٔ داستان
در روزگاری پادشاهی سه پسر داشت. پسر اول در تعقیب گوزنی، به بیابانی خشک می‌رسد و پس از مرگ اسبش، کنار چشمه‌ای با درویشی دیدار می‌کند. درویش داستانی دربارهٔ شاهدختی نقل می‌کند که برای ازدواج، معمایی طرح کرده: «گل با صنوبر چه کرد؟» و هرکس نتواند پاسخ دهد، کشته می‌شود. هفت پسر او در این راه جان باخته‌اند.
پسر اول عاشق شاهدخت می‌شود اما پس از تلاش، نمی‌تواند پاسخ معما را بیابد و اعدام می‌شود. پسر دوم نیز همان سرنوشت را پیدا می‌کند.
پسر سوم، با دیدن سر برادرانش بر سر نیزه، از ورود مستقیم به قصر منصرف شده و با زوجی سالخورده در روستایی نزدیک اقامت می‌کند. او با دختری به نام «دیل‌آرام» آشنا می‌شود و رازش را برایش فاش می‌کند. او به شاهزاده قول ازدواج می‌دهد.
دیل‌آرام فاش می‌کند که پاسخ معما را فردی آفریقایی که اهل «واق قفقاز» است می‌داند. شاهزاده به آن سرزمین می‌رود و در مسیرش با جادوگر، دیوان، پریان، و شیر شاه روبه‌رو می‌شود. ابتدا به گوزن تبدیل شده ولی با کمک خواهری مهربان، به شکل انسانی بازمی‌گردد. او سلاح‌هایی جادویی می‌گیرد و به «جایگاه هدایا» و سپس قلعهٔ شمشیرهای متقاطع می‌رود و در آنجا شاهزاده‌دختری را نجات می‌دهد.
او به آشیانهٔ سیمرغ می‌رسد، از تخم‌مرغ اژدهایی برای تغذیهٔ جوجه‌هایش استفاده می‌کند و در عوض، سیمرغ او را بر پشت خود به سرزمین واق می‌برد.
در آنجا، شاه واق حاضر می‌شود پاسخ معما را بدهد، به شرطی که شاهزاده جان خود را بدهد. پاسخ داده می‌شود: صنوبر نماد شوهر شاه است و گل همسر او بوده که به وی خیانت کرده است. در نهایت، شاهزاده به جای اعدام، با کمک سیمرغ فرار می‌کند و با چند شاهزاده دیگر ازدواج کرده، دل‌آرام را نیز به عقد خود درآورده و زندگی شادی را آغاز می‌کند.

## روایت‌های مشابه
نسخه‌هایی از این افسانه در کشورهای ارمنستان، گرجستان (با نام «گولامبارا و سولامبارا»)، قفقاز و ترکستان هم یافت شده است. برخی پژوهشگران شباهت‌هایی میان این داستان و داستان توراندخت (که در آن شاهدختی با طرح معما خواستگارها را به چالش می‌کشد) مشاهده کرده‌اند.
داستان سیمرغ و پاداش به شاهزاده نیز با حکایت کلاسیک آندرکلوس و شیر قابل مقایسه است.
بر اساس تحلیل آنگلو د گوبرناتیس، صنوبر نمادی مردانه و گل نماد زنانه دارد و می‌توان داستان را از منظر نمادهای گیاهی بررسی کرد.

## اقتباس‌ها
در هند، فیلم‌هایی بر پایهٔ این افسانه ساخته شده‌اند:
- گل‌سنوبر (۱۹۲۸) به کارگردانی هومی مستر
- نسخهٔ صدادار آن در ۱۹۳۴ و بازسازی دیگر در ۱۹۵۳ به کارگردانی اسپی ایرانی
- مجموعه تلویزیونی هندی گل‌سنوبر در اوایل دهه ۲۰۰۰ از DD National پخش شد.

## کتابشناسی - فهرست کتب
- گلدبرگ، کریستین. خواهران توراندوت: یک مطالعه از داستان عامیانه در سال ۸۵۱. کتابخانه فولکلور گارلند، ۷. نیویورک و لندن: Routledge 2019. [نیویورک: گارلند ، ۱۹۹۳].
- کراپه، ا. هاگرتی. "آرتور و گورلاگون". شماره ۸، شماره 2 (1933): 209-22. doi: ۱۰٫۲۳۰۷ / ۲۸۴۶۷۵۱.
- لکوی، فلیکس. "Un épisode du Protheselaus et le conte du mari trompé". در: رومانی، حدود ۷۶ درجه ۳۰۴، 1955. pp. 477–518. [DOI: https://doi.org/10.3406/roma.1955.3478] www.persee.fr/doc/roma_0035-8029_1955_num_۷۶_۳۰۴_۳۴۷۸
- پرین، J. -M. "L'afghon, dialecte indo-aryen parlé au Turkestan (à propoz d'un livre récent de IM Oranski)". در: Bulletin de l'Ecole française d'Extrême-Orient. Tome 52 N ° ۱، 1964. pp. 173–181. [DOI: https://doi.org/10.3406/befeo.1964.1594] www.persee.fr/doc/befeo_0336-1519_1964_num_۵۲_۱_۱۵۹۴
- Pierer's Universal-Lexikon، باند ۸. آلتنبرگ 1859. pp. ۳۸۷–۳۹۱